# Karl-Wolfgang Redlich
Karl-Wolfgang Redlich (13 de dezembro de 1914 - 29 de maio de 1944) foi um piloto alemão da Luftwaffe durante a Segunda Guerra Mundial. Abateu 45 aeronaves inimigas durante a sua carreira, incluindo 4 em Espanha, o que fez dele um ás da aviação. Recebeu inúmeras condecorações, das quais se destacam a Cruz Germânica e a Cruz de Cavaleiro da Cruz de Ferro.